# Джо Джо Вайт
Джозеф Генрі «Джо Джо» Вайт (англ. Joseph Henry White; 16 листопада 1946, Сент-Луїс, Луїзіана — 16 січня 2018, Бостон, Масачусетс) — американський професіональний баскетболіст, що грав на позиції розігруючого захисника за декілька команд НБА, зокрема за «Бостон Селтікс», яка навіки закріпила за ним ігровий № 10. Гравець національної збірної США. Дворазовий чемпіон НБА. Олімпійський чемпіон 1968 року.
2015 року введений до Баскетбольної Зали слави (як гравець).

## Ігрова кар'єра

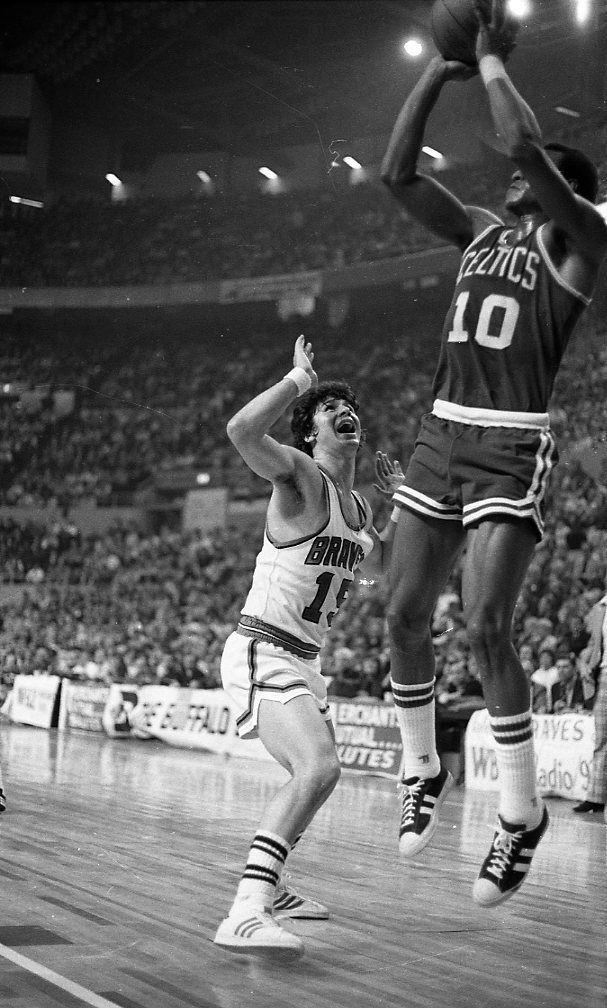
Вайт виконує кидок (№ 10

На університетському рівні грав за команду Канзас (1965—1969). 1968 року завоював золоту медаль Мехіко у складі олімпійської збірної США.
1969 року був обраний на драфті футбольною командою «Даллас Ковбойс», а також у першому раунді драфту НБА під загальним 9-м номером командою «Бостон Селтікс». Професійну кар'єру розпочав 1969 року виступами за тих же «Бостон Селтікс», проте перед тим відслужив певний час у морській піхоті США. Згідно закону його термін строкової служби мав складати 2 роки, однак втручання генерального менеджера «Селтікс» Реда Ауербаха дозволило Вайту розпочати професійну кар'єру в сезону 1969-70. Захищав кольори команди з Бостона протягом наступних 10 сезонів.
За підсумками свого дебютного сезону був включений до першої збірної новачків НБА. З 1971 по 1977 рік брав участь у матчах всіх зірок НБА. 1974 року виграв з командою титул чемпіона НБА, перемігши у фіналі «Мілвокі Бакс» з Карімом Абдул-Джаббаром та Оскаром Робертсоном у складі. Наступного року допоміг команді дійти до фіналу Східної конференції. 1976 року вдруге став чемпіоном НБА, коли «Бостон» обіграв у фіналі «Фінікс». П'ятий матч серії, який закінчився перемогою «Селтікс» в трьох овертаймах, часто називають «найвеличнішим матчем в історії». За фінал 1976 року Вайт був удостоєний нагороди найціннішого гравця.
Протягом наступних п'яти сезонів Вайт брав участь у всіх матчах сезону, встановивши рекорд клубу з 488 зіграних матчів поспіль. Отримавши травму протягом сезону 1977-78, так і не зміг відновити свою зіркову форму.
З 1979 по 1980 рік також грав у складі «Голден-Стейт Ворріорс».
Останньою ж командою в кар'єрі гравця стала «Канзас-Сіті Кінгс», до складу якої він приєднався 1980 року і за яку відіграв один сезон.

## Статистика виступів

### Регулярний сезон
| Сезон              | Команда                 | GP  | GS | MPG  | FG%  | 3P%  | FT%  | RPG | APG | SPG | BPG | PPG  |
| ------------------ | ----------------------- | --- | -- | ---- | ---- | ---- | ---- | --- | --- | --- | --- | ---- |
| 1969–70            | «Бостон Селтікс»        | 60  | –  | 22.1 | .452 | –    | .822 | 2.8 | 2.4 | –   | –   | 12.2 |
| 1970–71            | «Бостон Селтікс»        | 75  | –  | 37.2 | .464 | –    | .799 | 5.0 | 4.8 | –   | –   | 21.3 |
| 1971–72            | «Бостон Селтікс»        | 79  | –  | 41.3 | .431 | –    | .831 | 5.6 | 5.3 | –   | –   | 23.1 |
| 1972–73            | «Бостон Селтікс»        | 82  | –  | 39.6 | .431 | –    | .781 | 5.0 | 6.1 | –   | –   | 19.7 |
| 1973–74†           | «Бостон Селтікс»        | 82  | –  | 39.5 | .449 | –    | .837 | 4.3 | 5.5 | 1.3 | 0.3 | 18.1 |
| 1974–75            | «Бостон Селтікс»        | 82  | –  | 39.3 | .457 | –    | .834 | 3.8 | 5.6 | 1.6 | 0.2 | 18.3 |
| 1975–76†           | «Бостон Селтікс»        | 82  | –  | 39.7 | .449 | –    | .838 | 3.8 | 5.4 | 1.3 | 0.2 | 18.9 |
| 1976–77            | «Бостон Селтікс»        | 82  | –  | 40.6 | .429 | –    | .869 | 4.7 | 6.0 | 1.4 | 0.3 | 19.6 |
| 1977–78            | «Бостон Селтікс»        | 46  | –  | 35.7 | .419 | –    | .858 | 3.9 | 4.5 | 1.1 | 0.2 | 14.8 |
| 1978–79            | «Бостон Селтікс»        | 47  | –  | 31.0 | .428 | –    | .888 | 2.7 | 4.6 | 1.1 | 0.1 | 12.5 |
| 1978–79            | «Голден-Стейт Ворріорс» | 29  | –  | 30.4 | .475 | –    | .870 | 2.5 | 4.6 | 0.9 | 0.1 | 12.3 |
| 1979–80            | «Голден-Стейт Ворріорс» | 78  | –  | 26.3 | .476 | .167 | .851 | 2.3 | 3.1 | 1.1 | 0.2 | 9.9  |
| 1980–81            | «Канзас-Сіті Кінгс»     | 13  | –  | 18.2 | .439 | –    | .611 | 1.6 | 2.8 | 0.8 | 0.1 | 6.4  |
| Усього за кар'єру  | Усього за кар'єру       | 837 | –  | 35.8 | .444 | .167 | .834 | 4.0 | 4.9 | 1.3 | 0.2 | 17.2 |
| В іграх усіх зірок | В іграх усіх зірок      | 7   | 0  | 17.7 | .483 | –    | .545 | 3.9 | 3.0 | 0.6 | 0.1 | 9.1  |

### Плей-оф
| Сезон             | Команда           | GP | GS | MPG  | FG%  | 3P% | FT%  | RPG | APG | SPG | BPG | PPG  |
| ----------------- | ----------------- | -- | -- | ---- | ---- | --- | ---- | --- | --- | --- | --- | ---- |
| 1972              | «Бостон Селтікс»  | 11 | –  | 39.3 | .495 | –   | .833 | 5.4 | 5.3 | –   | –   | 23.5 |
| 1973              | «Бостон Селтікс»  | 13 | –  | 44.8 | .450 | –   | .907 | 4.2 | 6.4 | –   | –   | 24.5 |
| 1974†             | «Бостон Селтікс»  | 18 | –  | 42.5 | .426 | –   | .739 | 4.2 | 5.4 | 0.8 | 0.1 | 16.6 |
| 1975              | «Бостон Селтікс»  | 11 | –  | 42.0 | .441 | –   | .818 | 4.5 | 5.7 | 1.0 | 0.4 | 20.6 |
| 1976†             | «Бостон Селтікс»  | 18 | –  | 43.9 | .445 | –   | .821 | 3.9 | 5.4 | 1.3 | 0.1 | 22.7 |
| 1977              | «Бостон Селтікс»  | 9  | –  | 43.9 | .453 | –   | .848 | 4.3 | 5.8 | 1.6 | 0.0 | 23.3 |
| Усього за кар'єру | Усього за кар'єру | 80 | –  | 42.9 | .449 | –   | .828 | 4.4 | 5.7 | 1.1 | 0.1 | 21.5 |

## Особисте життя
Вайт мав шістьох братів та сестер та був двічі одружений. За життя володів кількома ресторанами, які мали різний успіх.
2007 року знявся в епізодичній ролі у фільмі «План гри».
Помер 16 січня 2018 року після боротьби з раком.